# Corus raffrayi
Corus raffrayi là một loài bọ cánh cứng trong họ Cerambycidae.